# Стшельно (Поморське воєводство)
Стшельно (пол. Strzelno, нім. Strellin) — село в Польщі, у гміні Пуцьк Пуцького повіту Поморського воєводства.
Населення — 1087 осіб (2011).
У 1975-1998 роках село належало до Гданського воєводства.

## Демографія
Демографічна структура станом на 31 березня 2011 року:
|          | Загалом | Допрацездатний вік | Працездатний вік | Постпрацездатний вік |
| -------- | ------- | ------------------ | ---------------- | -------------------- |
| Чоловіки | 558     | 135                | 380              | 43                   |
| Жінки    | 529     | 132                | 310              | 87                   |
| Разом    | 1087    | 267                | 690              | 130                  |